# Lav afrički
Lav afrički roman je libanonsko-francuskog pisca Amina Maaaloufa objavljen u izvorniku 1986. godine. Djelo je napisano kao imaginarna autobiografija u obliku memoara stvarne povijesne ličnosti Lava afričkog koji je bio veliki putnik, diplomat i pisac 16. stoljeća. Maalouf u knjizi opisuje velike događaje kojima je ovaj svjetski putnik svjedočio tijekom svog burnog života: vrijeme rekonkviste u njegovoj rodnoj Granadi iz koje je morao bježati pred inkvizicijom; osmanlijsko zauzimanje Egipta, vrhunac moći carstva Askije Muhameda Turea u Africi; jek Renesanse u Rimu i druge. Autorova rekonstrukcija Leonovog života i detaljni opisi brojnih povijesnih epizoda vjerodostojno prikazuju život i velike preokrete tog vremena. Ovaj povijesni roman Maaloufov je književni prvijenac i doživio je veliki uspjeh i pozitivne kritike.

## Lav afrički kao stvarna povijesna ličnost
Lav afrički, odnosno Hassan al-Wazzan, punim imenom al-Hassan ibn Mohammad al-Zayyātī al-Fāsī al-Wazzān, bio je diplomat i istraživač sjeverne Afrike te poznati svjetski putnik 16. stoljeća. Rođen je u Granadi između 1486. i 1488. godine, a umro je oko 1535, ali nema vjerodostojnih podataka o točnom mjestu i načinu smrti.

Nakon što su 1492. Granadu zauzeli katolički vladari Izabela Kastiljska i Ferdinand II. Aragonski, Leon s obitelji bježi u Fes (Maroko), gdje počinje izučavati teologiju. Prva diplomatska iskustva doživljava uz pomoć ujaka koji ga je poveo na jedno svoje putovanje, a s 20 godina se definitivno posvećuje diplomaciji, te ga razni pregovori vode po čitavom Maroku, ali i u ostale zemlje Magreba, u Arabiju, Egipat i tadašnji Konstantinopol. 

Na povratku s hodočašća u Meku 1518. godine, Leonov brod je napadnut pri čemu su ga zarobili sicilijanski mornari, te razvojem događaja Leon dolazi pred papu Lava X. koji ga krsti i tako postaje Ivan Leon de Medici. Tijekom svog boravka u Italiji, uči talijanski i latinski te podučava arapski u Bolonji. Na Papin zahtjev, piše svoju poznatu Kozmografiju Afrike, objavljenu u Veneciji pod naslovom Opis Afrike. To djelo gotovo je jedini izvor koji opisuje način života, običaje i tradicije u Africi u 16. stoljeću, pa je poslužilo kao vodič svim diplomatima i istraživačima zainteresiranima za Afriku.

## Sadržaj
Knjiga je podijeljena u 4 dijela naslovljena po gradovima koji su odigrali veliku ulogu u Leonovom životu: Granada, Fes, Kairo i Rim. Svaki dio sastoji se od poglavlja koji predstavljaju razdoblje od jedne godine, što je naznačeno u njihovim naslovima. 

Knjiga započinje sa zanimljivom ispovijesti glavnog lika gdje on govori kako ga nazivaju različitim imenima po gradovima i državama u kojima je provodio vrijeme, ali on ne dolazi ni iz jedne države, mjesta ili plemena. Nastavlja kako je on sin puta, a njegova domovina je karavan. Objašnjava da govori mnoge jezike i da mu oni svi pripadaju, ali on ne pripada nijednom od njih. Zaključuje da pripada samo Bogu i zemlji i da će se upravo njima jednoga dana vratiti. 

Već u tom kratkom odlomku na početku prikazana je srž Leonovog fascinantnog života i njegove zanimljive ličnosti - u isto vrijeme bio je čovjek Istoka i Zapada, Afrike i Europe i na neki način bio preteča onoga što se danas naziva "kozmopolit". 

Iako je pun biografskih pretpostavki i povijesnih nagađanja, roman pruža živopisan opis renesansnog svijeta te uzdizanja Osmanskog Carstva koje polako ponovno sjedinjuje muslimane raštrkane u dotadašnjim tradicionalnim muslimanskim kraljevstvima.

 
Autor događaje u romanu bazira na Leonovim iskustvima koja su ga vodila po Mediteranu, Maroku, Arabiji i Sahari te ga stavlja u središte raznih povijesnih događaja koje tako prepričava. 

U prvom dijelu knjige, Granada, opisuje se Granadski rat (1482. – 1492.) između katoličkih vladara Izabele Kastiljske i Ferdinanda II. Aragonskog i dinastije Nasrid. Pobjedom katoličkih vladara i potpisivanjem Granadskog sporazuma, dinastija Nasrid je protjerana i time je stao kraj islamskoj vladavini na Iberskom poluotoku te su oni postali posljednja maurska dinastija koja je vladala Španjolskom. Također se opisuje Alhambranski dekret kojim su protjerani svi židovi iz Španjolske.

U drugom dijelu, Fes, govori se o novostima o propalom muslimanskom ustanku u Granadi, o raspravama nakon kojih je donesena odluka Oran fatwa koja je govorila o situaciji muslimana koji su pod kastiljskom krunom bili primorani obratiti se na kršćanstvo, te o španjolskim i portugalskim kolonijalnim kampanjama u Sjevernoj Africi i njihovim sukobima sa sjevernoafričkim muslimanima.

U dijelu Kairo rat Osmanskog Carstva i Mamelučkog sultanata koji je rezultirao osmanskim osvajanjem Egipta. 

Posljednji dio, Rim, dotiče se Osmansko-francuskog saveza između francuskog kralja Franje I. i Sulejmana Veličanstvenog, te opisuje Talijanski rat od 1521. – 1526. godine. Također govori o Ratu Lige Cognac koji je uslijedio nakon Talijanskog rata i rezultirao zauzimanjem i pljačkom Rima od strane snaga cara Karla V.

## Likovi
- - Hasan ibn Muhammad al-Wazzan, kasnije poznat kao Lav afrički, glavni lik i pripovjedač
- - Muhammad al-Wazzan, Hasanov otac
- - Salma, Hasanova majka i Muhammadova žena
- - Warda, Hasanova pomajka i Muhammadova žena
- - Abu Marwan ili Khali, Hasanov ujak, diplomat u Kraljevstvu Fes
- - Harun, Hasanov najbliži prijatelj u Fesu, kasnije Harun Paša, diplomat Osmanskog Carstva
- - Hiba, robinja koju je Hasanu poklonio afrički vladar
- - Nur, čerkeška princeza kojom se Hasan oženio u Kairu
- - Papa Lav X., Hasanov gospodar nakon što su ga zarobili, koji ga kasnije oslobađa i krsti kao Ivana Leona
- - Francesco Guicciardini, talijanski državnik i Hasanov prijatelj u Rimu
- - Julio de' Medici, kasnije Papa Klement VII., Hasanov pomagač nakon smrti pape Lava X.
- - Abbad, trgovac koji je bio zarobljen s Hasanom, kasnije uspješni trgovac u Napulju i Hasanov prijatelj u Italiji

## Vanjske poveznice
- Stranica posvećena Lavu afričkom
- Amin Maalouf  Arhivirana inačica izvorne stranice od 28. lipnja 2011. (Wayback Machine)
- Académie française - Amin Maalouf